# Hlavotis čínský

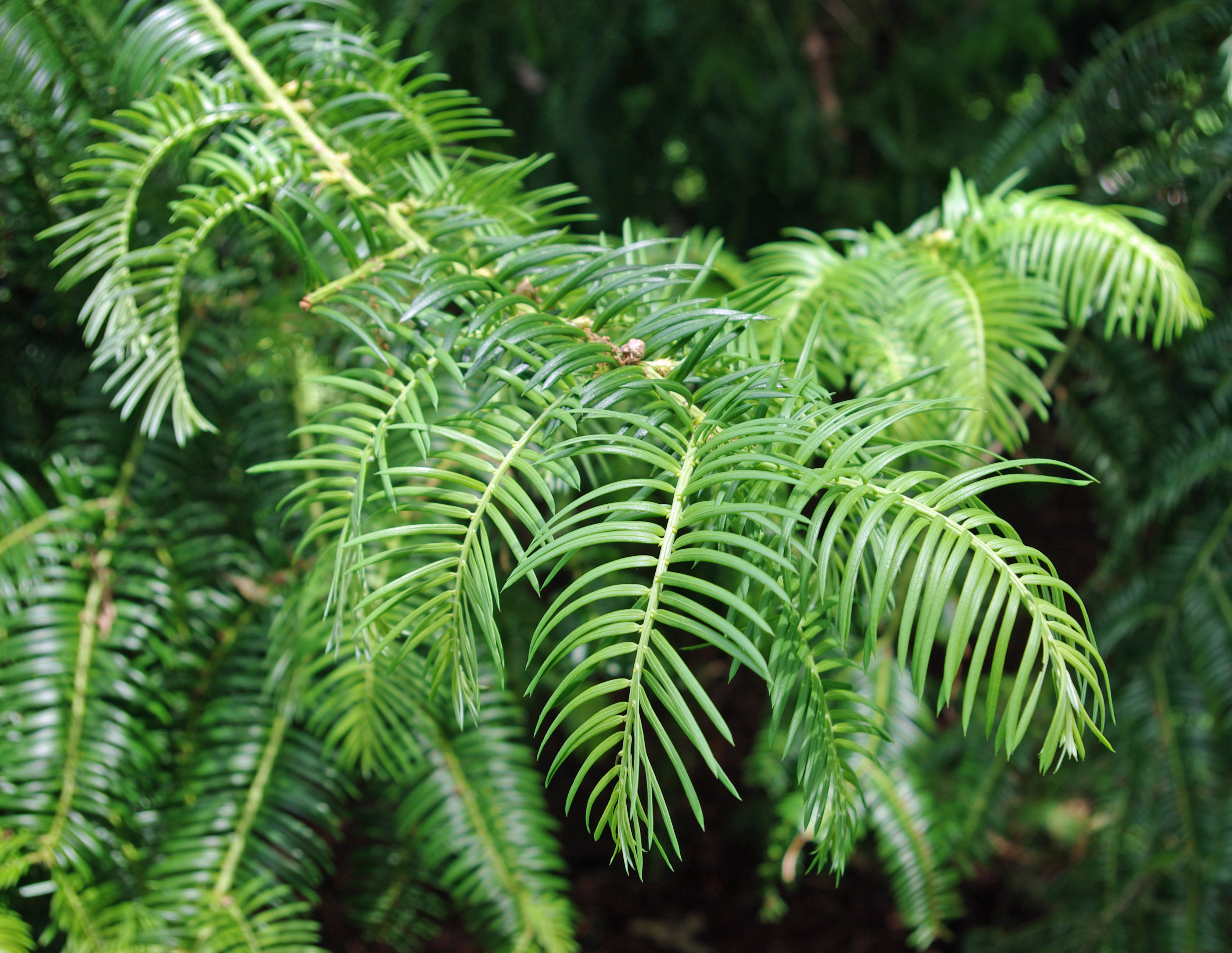
Mladá větev

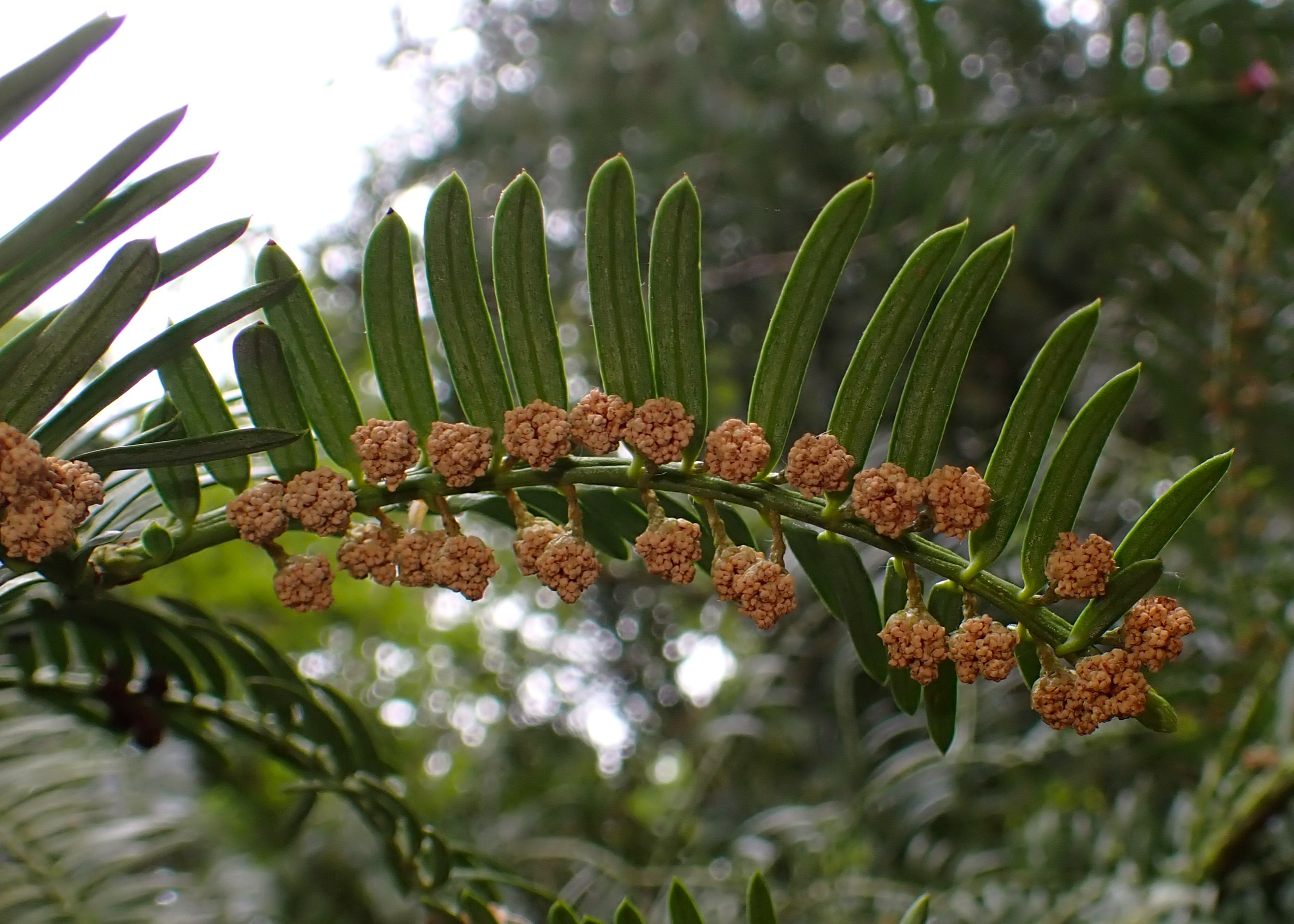
Samčí šištice s pylem

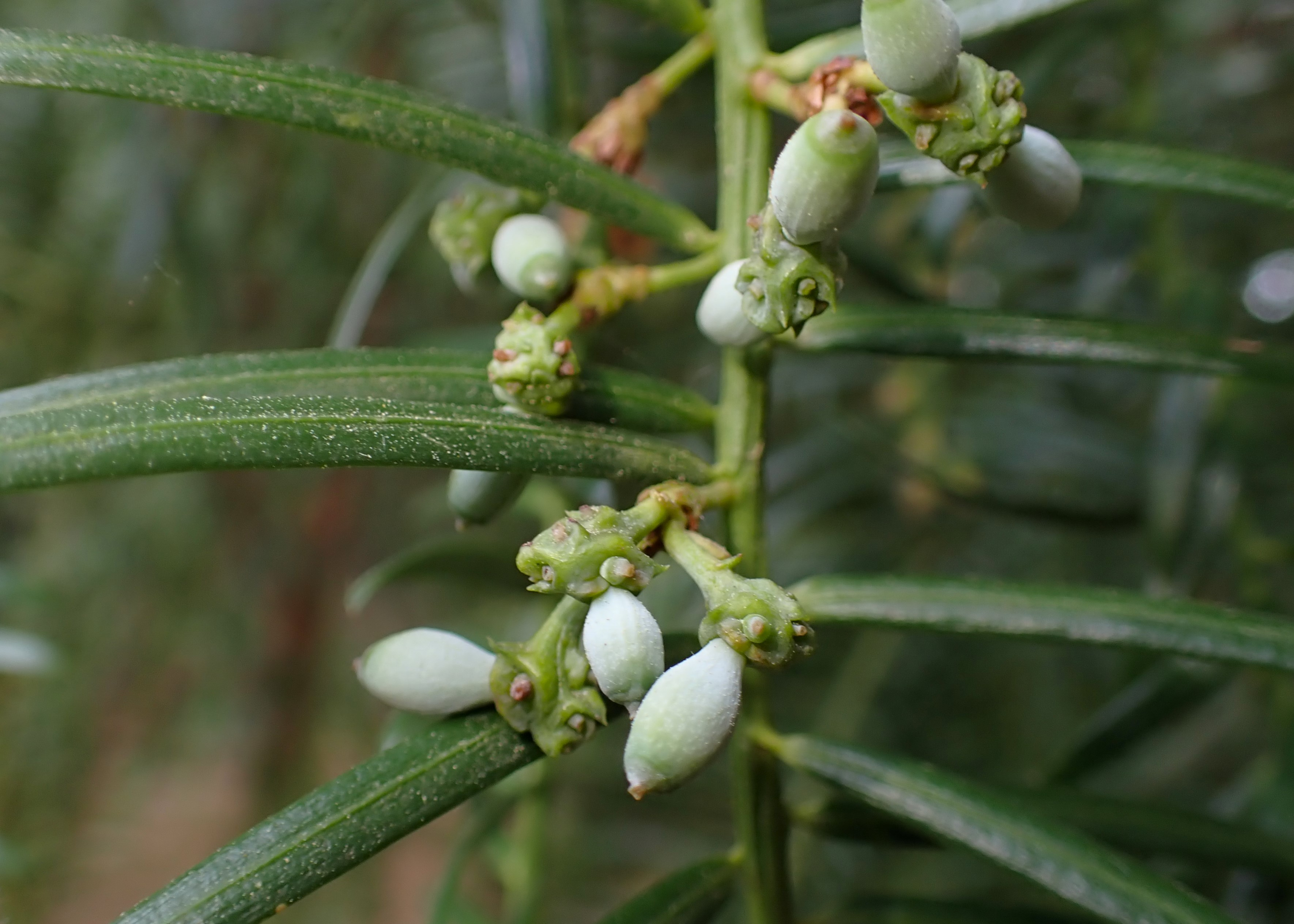
Nezralé plody na šišticích

Hlavotis čínský (Cephalotaxus sinensis) je pomalu rostoucí jehličnan s tmavě olivovým až černozeleným olistěním, původem z východní Asie. Mívá tvar stromu nebo keře, je stálezelený, dvoudomý a větrosnubný. Jeho zralé plody obsahují jedovatá semena obalená v nápadné nachově červeném míšeku, dužnatém jedlém arilu.

## Rozšíření
Tato dřevina pochází z Číny, kde roste v provinciích An-chuej, Če-ťiang, Fu-ťien, Che-nan, Chu-nan, Chu-pej, Jün-nan, Kan-su, Kuang-tung, Kuej-čou, S’-čchuan, Šen-si, Ťiang-si, Ťiang-su a v autonomní oblasti Kuang-si. Mimo čínského území se jako původní druh vyskytuje dále v Japonsku, Koreji a na Tchaj-wanu.
Nejobvyklejším stanovištěm jsou horské lesy, ať již jehličnaté či smíšené, u mořského pobřeží obvykle roste v nadmořské výšce 200 až 2800 m n. m., v hornatém vnitrozemí je rozšířen ve výšce od 600 do 3200 m. Odhaduje se, že se jeho areál má nespojitou rozlohu okolo 1500 tisíců km². Do Evropy byl dovezen okolo roku 1916.

## Ekologie
Rostlina je dvoudomá, má samčí šištice na jednom a samičí na jiném jedinci. Roste ve vlhkých oblastech v mírném podnebném pásu nebo ve vlhkých subtropech. Je mimořádně odolný vůči teplu při vlhkém prostředí, což je neobvyklá vlastnost pro jehličnan. Snese dlouhodobé zastínění, bývá v mládí často po delší dobu součásti podrostu pod vysokým stromy. Pokud je dobře zakořeněn, je tolerantní k prodlouženému období sucha. Na půdu není dřevina příliš náročná, roste na žulovém, pískovcovém i vápencovém podloží, často v údolích mezi jednotlivými kopci nebo podél horských potoků i řek.
Jako mladý jedinec požaduje spíše vlhči stanoviště, po zakořenění dobře snáší i suché prostředí, dlouho ale nepřežije v půdě trvale zamokřené. Středoevropské klima, včetně zimních mrazů, dřevině většinou neublíží, pouze mladé exempláře jsou při holomrazech náchylnější k omrznutí. Doba dozrávání pylu a možnost opylení trvá od března do června, plody dozrávají od června do listopadu následného roku. Často však nebývá během léta dostatek tepla k vyzrání semen.

## Popis
Pomalu rostoucí strom, jenž vyrůstá do maximální výšky 12 až 15 m a jeho kmen mívá výčetní tloušťku nejvíce 1,2 m. Pokud má tvar keře, bývá vysoký do 2 m a široký až 4 m. Koruna je v mládí hustá a souměrná, s věkem se stává nepravidelnou a otevřenou s vodorovnými, až nápadně svěšenými větvemi. Kůra kmene i větví je hnědá, šedohnědá až načervenalá, zprvu se odlupuje v šupinách a později se stává rozbrázděnou. Kořeny jsou propojeny s myceliem hub v mutualistické mykorhize.
Větévky s eliptickým či podlouhlým obrysem vyrůstají vstřícně, jsou ploché, bývají dlouhé 5 až 18 cm a široké od 4 do 10 cm. Mladé výhony jsou zelené a vejcovité pupeny jsou kryté četnými šupinami. Jehlice obrůstají větvičku ve šroubovici, jsou kožovité a poměrně měkké, přisedlé, čárkovité nebo čárkovitě kopinaté, dvouřadé a vyrůstají k ose větévky v úhlu 50 až 85°. Mohou být dlouhé od 1 do 7 cm, tlusté 0,3 cm a bývají rovné či slabě zakřivené, na bázi jsou klínovité, na vrcholu zahrocené a po okrajích slabě nahoru podvinuté. Na svrchní straně, kde je výrazné střední žebro, jsou leskle zelené a na spodní mají dva bílé stomatální pruhy tvořené mnoha řadami průduchů.
Na jedné rostlině lze nalézt pouze jedno pohlaví. Samčí zploštělé pylové šištice, velké asi 0,5 cm, vyrůstají v řadách zespod mladých výhonů v úžlabí jehlic. Obsahují hloučky kulovitých růžovo hnědých prašníků, z nich každý má dvě až čtyři prašná pouzdra s pylem. Od vytvoření zárodku šištice až po dozrání pylu je zapotřebí doba devíti až jedenácti měsíců.
Samičí šištice na 0,5 cm stopkách jsou podlouhlé, vejčité, zprvu fialové a později šedavé, v mládí jsou dlouhé 1,2 cm a později se zvětšují na 2,5 cm. Vyrůstají u konců větviček z předešlého roku v počtu tří až pěti. Jsou redukované na několik křižmostojných dužnatých šupin, každá nese po dvou vzpřímených vajíčkách, ze všech však obvykle dozrává v šištici pouze jedno. Po opylení větrem vyrůstá na šištici plod míšek (dužnatá tobolka) připomínající peckovici, jehož semeno je obaleným nápadně zbarveným želatinovým pletivem. Tento vnější dužnatý obal semene je zprvu zelený a později červený a ve zralosti purpurový, bývá dlouhý až 2,5 cm a široký do 1,6 cm a má na povrchu šest podélných výstupků.
Plod obsahuje jedno dužinou zcela obaleno eliptické semeno, asi 2,3 cm dlouhé a 1,2 cm široké. Samičí rostliny někdy za nepřítomnosti samčích rostlin v okolí produkují plody, ale bez semen schopných vyklíčit. Uvádí se, že někdy rostliny po létech z neznámých příčin změní pohlaví. Purpurový míšek zralého plodu je jedlý, kdežto semeno nikoliv.

## Rozmnožování
Semena klíčí, po odstranění dužnatého obalu a deseti až dvanácti týdnech studené stratifikace, obvykle za čtyři až osmnáct měsíců. Použití stimulátorů vyklíčení neurychluje, semenáče ale mají rozvinutější kořenový systém, spodní teplo mírně uspišuje vzklíčení. Rostlinu lze rychleji rozmnožovat jarním sázením polotvrdých stonkových řízků asi 15 cm dlouhých. Koncové řízky zakořeňují o dva až čtyři týdny pomaleji než postranní, výsledkem však budou rostliny se vzpřímeným růstem. Řízky z bočních větviček zakořeňují rychleji, vedou však k rostlinám s počátečním pokleslým růstem. Pokud se z nových rostlin vyžadují semena, vysazuje se jeden samčí exemplář na pět samičích.

## Význam
Dřevo hlavotisu čínského se používá k výrobě nábytku, rukojetí zemědělských a řemeslných nástrojů, dobře se soustruží a opracovává. Velké stromy rostou velmi rozptýleně a proto není jejich dřevo komerčně využíváno, sloužívá jen pro místní použití. V místech původního výskytu se ze semen lisuje olej, který se spaluje v tradičních lampách. Míšky plodů jsou pro lidi jedlé jen pokud jsou zcela zralé, tehdy mají sladkou chuť, nezralé chutnají vtíravě pryskyřičně. Ptáci míšek se stromů konzumují a semena rozptylují po okolí, starají se takto o přirozenou obnovu.
Do zahrad se častěji vysazují keřovité formy než stromové, jsou vhodné jako okrasné dřeviny na zastíněná místa. Rostlina je velmi tolerantní k řezu a vytváří dobrý živý plot i ve stinných polohách. Dobře odolává spásání vysokou zvěří, jeleni a srnci se k tomu odhodlají až skutečně v krajní nouzi.
Populace hlavotisu čínského je organizací IUCN považována za stabilní a není vystavena žádným hrozbám. Druh je proto zařazen do kategorie mezi málo dotčené taxony (LC).